# Sirenes (pel·lícula)
Sirenes (títol original: Mermaids) és una pel·lícula estatunidenca dirigida per Richard Benjamin, estrenada l'any 1990. Ha estat doblada al català.

## Argument
La història té lloc els anys 1960, la vida d'una mare de família Rachel Flax, dels seus petits problemes i de les seves dues filles Charlotte i Kate. Rachel les porta per tot arreu amb ella, de ciutat en ciutat, al ritme de les seves tumultuoses ruptures amoroses. Tots tres es traslladen a East Port a Nova Anglaterra. Només arribar, Rachel fa sensació i fa amistat amb Lou Landsky, un simpàtic propietari d'una sabateria. També la seva filla gran Charlotte, que és més aviat tancada, coneix Joe, empleat en un convent.

## Repartiment
- Cher: Rachel Flax
- Winona Ryder: Charlotte Flax
- Bob Hoskins: Lou Landsky
- Christina Ricci: Kate Flax
- Michael Schoeffling: Joe
- Caroline McWilliams: Carrie
- Jane Miner: La mare superiora

## Nominacions
- Globus d'Or 1991: Millor actriu secundària per Winona Ryder

## Crítica
- "Drama, comèdia i ments inquietes es donen la mà en una expedició per les giragonses d'això anomenat família. Entre la tendresa i la nostàlgia queden les vibrants interpretacions de Hoskins i Ryder"[3]